# KH-7 33
KH-7 33 – amerykański satelita rozpoznawczy; trzydziesty trzeci statek serii KeyHole-7 GAMBIT programu CORONA. Jego zadaniem było wykonywanie wywiadowczych zdjęć Ziemi o rozdzielczości przy gruncie około 46 cm. 

## Budowa i działanie

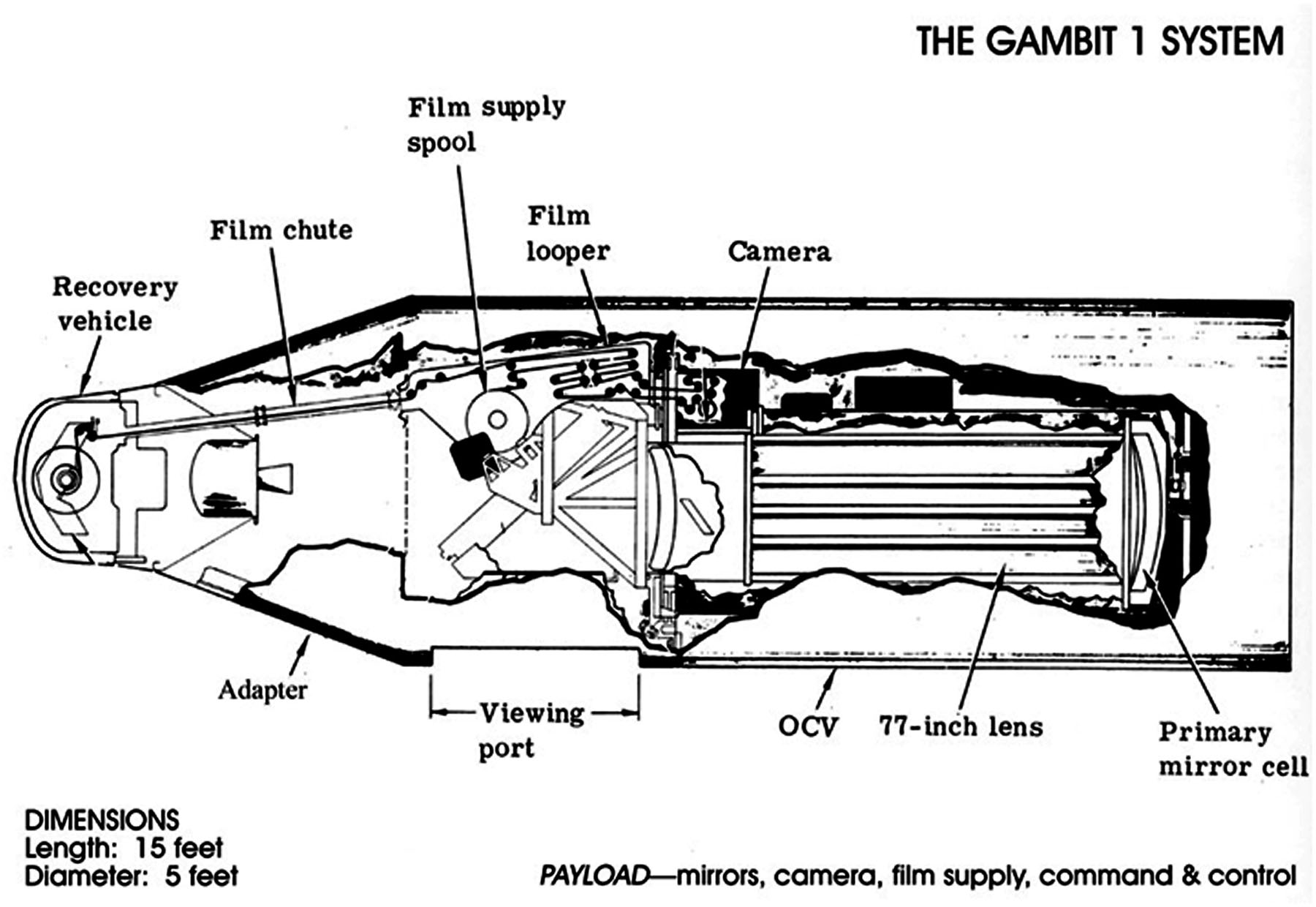
Przekrój pokazujący budowę satelity KH-7

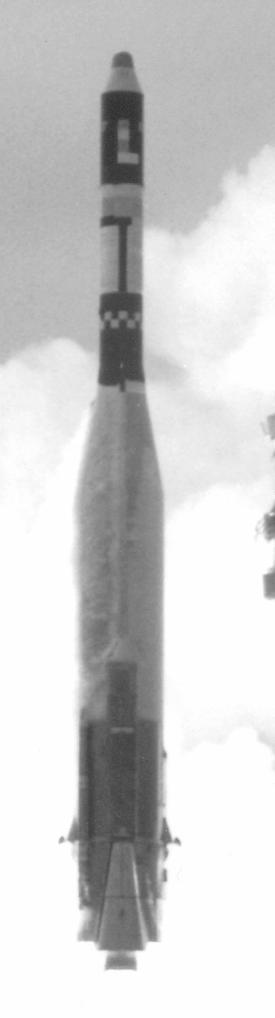
Start rakiety Atlas SLV-3 Agena D z satelitą KH-7 33, 12 października 1966

Głównym komponentem satelity była kamera wyprodukowana przez Eastman Kodak, wyposażona w obiektyw lustrzany teleskopu systemu Maksutova, charakteryzujący się ogniskową 1955,8 mm. Dzięki zestawowi luster udało się obniżyć wagę i wymiary zastosowanego aparatu. Precyzyjne położenie satelity określane było za pomocą zestawu czujników, żyroskopu i skanera podczerwieni kontrolującego położenie ziemskiego horyzontu. Korekta orbity była dokonywana przy pomocy 4 rakietowych silników korekcyjnych.
Film po naświetleniu był przesuwany za pomocą zestawu rolek do kapsuły, która następnie oddzielała się od satelity, opadała na spadochronie w rejonie Pacyfiku i przechwytywana była w trakcie opadania przez specjalnie do tego przystosowany samolot.

## Misja
Misja rozpoczęła się 12 października 1966 roku, kiedy rakieta Atlas SLV-3 Agena D wyniosła z kosmodromu Vandenberg na niską orbitę okołoziemską 33. satelitę z serii KH-7. Po znalezieniu się na orbicie KH-7 33 otrzymał oznaczenie COSPAR 1966-090A .
Misja satelity wypadała w okresie, kiedy Narodowe Biuro Rozpoznania wynosiło na orbitę średnio jednego satelitę serii Gambit 1 miesięcznie. Każda z tych misji, podejmowanych pomiędzy styczniem a październikiem 1966 roku, zakończyła się sukcesem i dostarczeniem na Ziemię wysokiej jakości zdjęć przedstawiających przynajmniej tysiąc fotografowanych celów. KH-7 33 pozostawał na orbicie 8 dni, w którym to czasie wykonał 131 okrążeń Ziemi. Jedyną drobną usterką podczas misji KH-7 33 było okresowe wyłączanie się jednego z zaworów systemu korygowania pozycji satelity na orbicie.
22 lutego 1995 roku prezydent Bill Clinton podpisał rozporządzenie wykonawcze 12951 odtajniające 860 tysięcy zdjęć wykonanych w latach 1960–1980 przez wojskowe satelity wywiadowcze. Kolejną partię zdjęć odtajniono w 2002 roku. Archiwalne zdjęcia są wykorzystywane m.in. przez archeologów, geologów i historyków .   
Satelita spłonął w atmosferze 20 października 1966 roku .